# Ulvsjön (Dunkers socken, Södermanland)
Ulvsjön är en sjö i Flens kommun i Södermanland och ingår i Nyköpingsåns huvudavrinningsområde.